# بلیر، شهرستان لوگان، ویرجینیای غربی
بلیر (به انگلیسی: Blair) یک منطقهٔ مسکونی در ایالات متحده آمریکا است که در شهرستان لوگان، ویرجینیای غربی واقع شده‌است.